# Anton Graf von Arco auf Valley

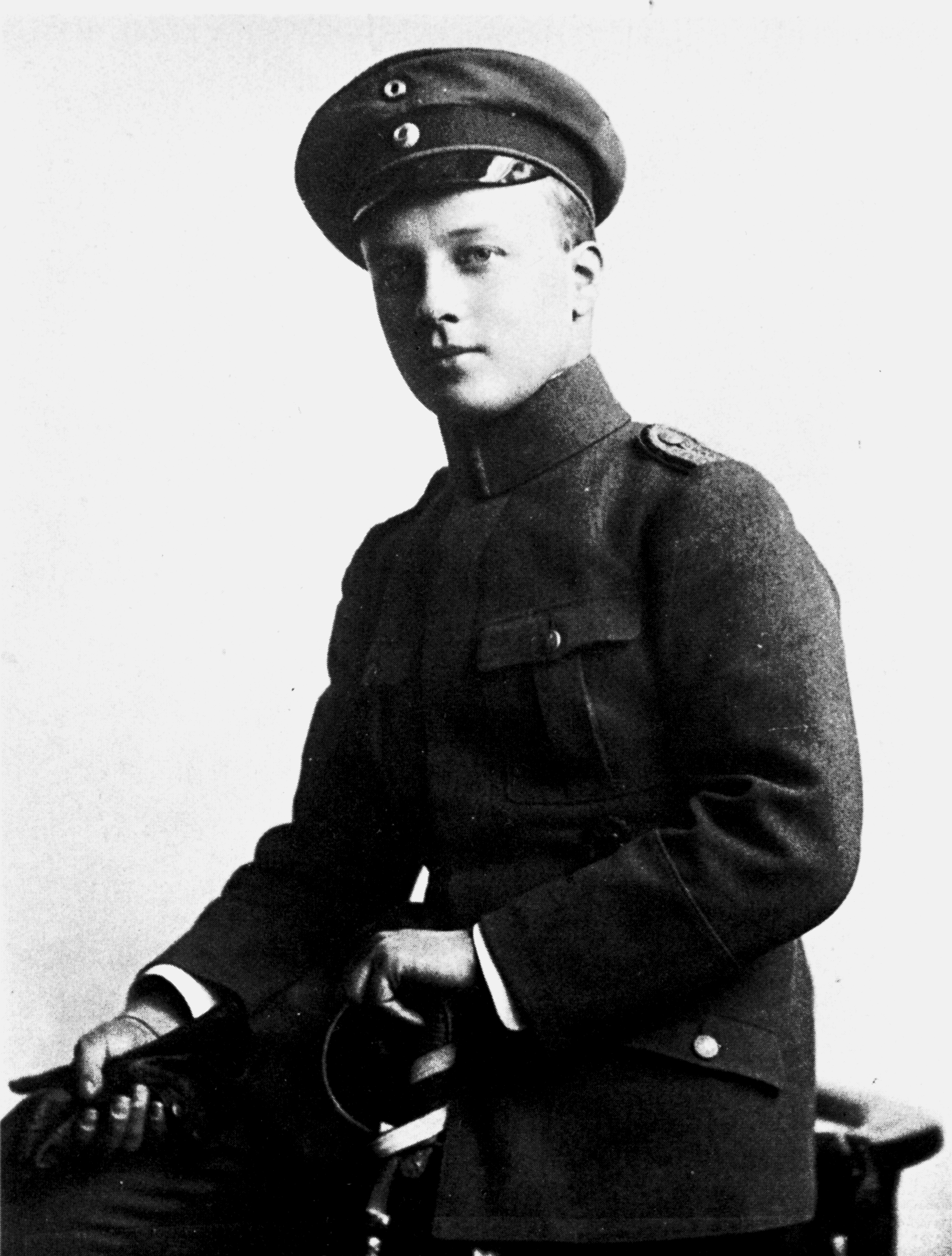
Anton von Arco auf Valley, als Leutnant

Anton Graf von Arco auf Valley (* 5. Februar 1897 in St. Martin im Innkreis; † 29. Juni 1945 in Salzburg) war ein deutsch-österreichischer Adliger, der durch den von ihm am 21. Februar 1919 ausgeführten Mordanschlag auf Kurt Eisner, den ersten Ministerpräsidenten des Freistaats Bayern, bekannt wurde.

## Leben

### Jugend und Kriegseinsatz
Anton Graf von Arco auf Valley wurde als Sohn des bayerischen Offiziers Maximilian Graf Arco-Valley (1849–1911) und dessen Frau Emmy Freifrau von Oppenheim (1869–1957) geboren. Der Großvater mütterlicherseits, Eduard Salomon von Oppenheim (1831–1909), entstammte dem Kölner Zweig der jüdischen Bankiers- und Kaufmannsfamilie Oppenheimer. Anlässlich der Hochzeit mit der Bürgerlichen Amalie Heuser (1835–1903) war der Großvater vom jüdischen Glauben zur evangelischen Konfession seiner Frau übergetreten, der folglich auch Antons Mutter angehörte. Gemäß der kanonischen Rechtsauffassung der römischen Kirche wurde dieser jedoch im katholischen Glauben seines Vaters erzogen. Zeitlebens blieb Arco ein überzeugter Katholik. Seine schulische Ausbildung beendete er am Königlich humanistischen Gymnasium in Passau. Dort legte er 1916 das Notabitur ab, um vorzeitig beim Militär einrücken und am Ersten Weltkrieg teilnehmen zu können.
Am 2. August 1916 trat Arco als Fahnenjunker in die Ersatz-Eskadron des Königlich Bayerischen 1. Schwere-Reiter-Regiments ein. Der ursprünglich avisierte Eintritt in das Königlich Bayerische Infanterie-Leib-Regiment scheiterte vermutlich an seiner zu geringen Körpergröße von 1,59 m (als Mindestgröße galten beim Leib-Regiment 1,70 m, bei den Schweren Reitern 1,67 m). Im Oktober 1916 zum Unteroffizier befördert, kam Arco am 1. Juli 1917 als Zugführer zur 5. Eskadron ins Feld. Am 31. August 1917 wurde er zum Fähnrich und gleichzeitig zum Leutnant ohne Patent befördert. Er erlebte die Stellungskämpfe am Stochid und in der Bukowina. Für sein Betragen erhielt er die Bewertung „Leistungen: Sehr gut!“ und am 8. Mai 1918 das Eiserne Kreuz 2. Klasse. Zum 19. März 1918 ließ er sich zum Königlich Bayerischen Infanterie-Leib-Regiment, als Chef der 5. Kompanie, an die Westfront versetzen. In „Bailleul wurde er am 13. April 1918 durch ein Gewehrgeschoss (Durchschuss, Längsschuss) am linken Unterarm schwer verwundet.“ Am 28. August kehrte er zu seiner Kompanie zurück. Mit Datum 7. September 1918 wurde er nach München beurlaubt und erlebte dort das Kriegsende.
An der Universität München nahm er zum Wintersemester 1918/1919 das Studium der Rechtswissenschaften auf.

### Arco in den Jahren 1919 bis 1924

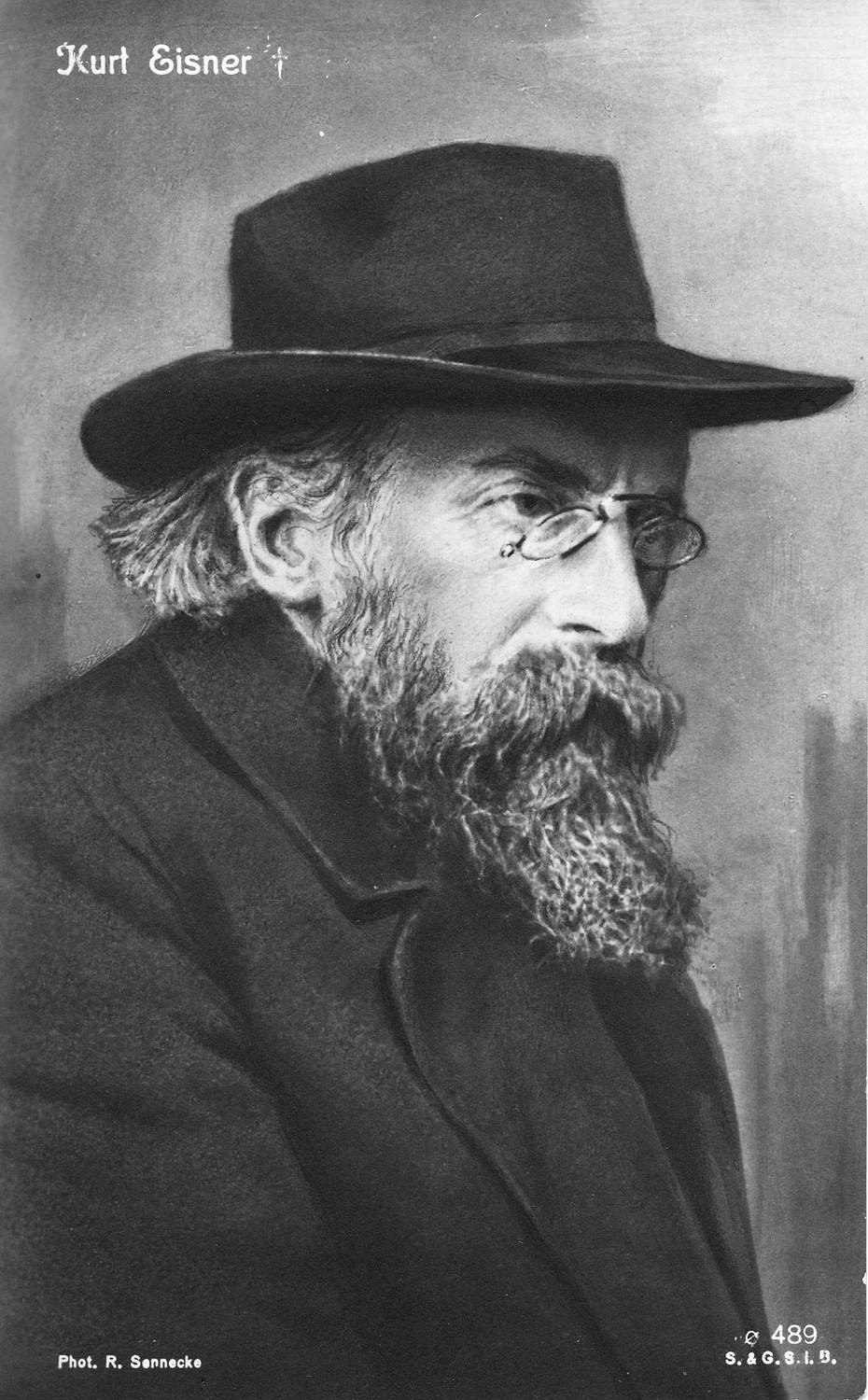
Kurt Eisner (Bearbeitete Postkarte von 1919 nach der Vorlage eines Fotos von Robert Sennecke)

#### Attentat auf Kurt Eisner 1919
Am 21. Februar 1919 tötete Arco den damaligen Ministerpräsidenten Kurt Eisner (USPD) mit zwei Revolverschüssen in den Hinterkopf. Sein Opfer war nach der Novemberrevolution von 1918 in München von der Versammlung der Arbeiter- und Soldatenräte (8. November 1918) zum ersten Ministerpräsidenten des Freistaats Bayern gewählt worden. Eisner befand sich auf dem Weg in den Landtag, wo er nach der verlorenen Landtagswahl seinen Rücktritt anbieten wollte. Eisners Leibwächter schossen den Attentäter sofort nieder und verletzten ihn lebensgefährlich: An den Blutungen eines Halsschusses drohte Arco zu ersticken.
Die chirurgische Versorgung in Form einer sofortigen Spaltung der Halsmuskulatur erfolgte durch Ferdinand Sauerbruch, der – wegen seiner Weigerung, den frisch operierten Patienten dem Revolutionskomitee auszuliefern – anschließend festgenommen wurde und beinahe zum Tode verurteilt worden wäre. Gemäß der Autobiografie Sauerbruchs gelang es seinem Oberarzt Wilhelm Jehn – nachdem die Revolutionäre Arco, während sie Sauerbruch in Haidhausen festhielten, aus der Klinik geholt hatten –, Arco mit gefälschten Papieren in die Psychiatrische Klinik zu überweisen, wo dieser bis zur Zerschlagung der Münchner Räteregierung verborgen wurde.

#### Einzeltäter oder Verschwörer?
Nach dem Attentat stellte sich rasch die Frage, ob Arco auf eigene Faust oder im Auftrag von Hintermännern gehandelt hatte. Angeblich war er Mitglied der antisemitischen Thule-Gesellschaft gewesen, dann aber, wegen der jüdischen Herkunft seiner Mutter, ausgeschlossen worden. Der englische Historiker Nicholas Goodrick-Clarke schreibt, dass Arco darüber „aufgebracht war und durch den Mord [an Kurt Eisner] seine nationale Gesinnung zeigen wollte“.

„Eisner ist Bolschewist, er ist Jude, er ist kein Deutscher, er fühlt nicht deutsch, untergräbt jedes vaterländische Denken und Fühlen, ist ein Landesverräter.“

Dass Arco aber vermutlich kein Einzeltäter war, ließen bereits die damaligen Ermittlungen vermuten, in deren Verlauf ein Zeuge testierte, Arco sei unter monarchietreuen Soldaten als Attentäter ausgelost worden. Ähnlich äußerte sich in den 1960er Jahren Karl Leon Du Moulin-Eckart gegenüber einem Münchner Juristen: Du Moulin-Eckart sei Teilnehmer eines Treffens adliger Weltkriegsoffiziere in München gewesen, bei dem die Tötung Eisners besiegelt und das Los der Ausführung auf Arco gefallen sei. Gleichlautende Hinweise erhielt Jahrzehnte später der Historiker Thomas Weber von einem Verwandten des Weltkrieg-Offiziers Michael Freiherr von Godin.
Ebenso wurden Arco Verbindungen zu den Monarchisten nachgesagt, die König Ludwig III. wieder einsetzen wollten. Arco stand außerdem der katholischen Studentenverbindung KBStV Rhaetia München nahe, die damals für einen bayerischen Separatismus eintrat, also für die Abspaltung Bayerns vom Deutschen Reich. 1925 wurde er reguläres Mitglied der Verbindung, obgleich er nicht mehr als Student eingeschrieben war.

#### Folgen und Bestrafung
Etwa eine Stunde nach dem Attentat stürzte der Schankkellner Alois Lindner, Mitglied des Arbeiter- und Soldatenrats, in den bayerischen Landtag und schoss Innenminister Erhard Auer (SPD) nieder, den er der Urheberschaft des Mordes verdächtigte; beim folgenden Schusswechsel wurden darüber hinaus der konservative Abgeordnete Heinrich Osel und der Major Paul Ritter von Jahreiß tödlich getroffen. Knapp zwei Monate nach Eisners Tod kam es in Bayern zur Gründung der Räterepublik, die Anfang Mai 1919 von Reichswehr und Freikorpsverbänden gewaltsam niedergeschlagen wurde.
Anfang 1920 wurde Arco vor einem Volksgericht des Mordes angeklagt. Diese Art Sondergericht war noch durch die Regierung Eisner eingeführt worden, um politische Gewalttäter zügiger aburteilen zu können. Am 16. Januar erhielt Arco ein Todesurteil. Der Vorsitzende Richter Georg Neithardt, der später auch den Hitler-Prozess leiten sollte, verzichtete jedoch auf die Aberkennung der bürgerlichen Ehrenrechte. Neithardt sympathisierte sogar mit dem Angeklagten, indem er in der Urteilsbegründung ausführte, dass „die Handlungsweise des politisch unmündigen Mannes nicht niedriger Gesinnung, sondern der glühenden Liebe zu seinem Volke und Vaterlande“ entsprungen sei. Schon einen Tag später begnadigte Justizminister Ernst Müller-Meiningen (DDP) Arco aufgrund der genannten Motive; die Todesstrafe wurde in eine als ehrenhaft geltende lebenslange Festungshaft umgewandelt.
Die Begnadigung wurde in der Öffentlichkeit sehr kontrovers aufgenommen und führte zu einer Vertiefung der politischen Gegensätze in Bayern. Besonders an der Universität München kam es unter der Studentenschaft zu heftigen Unruhen mit Krawallen, Vorlesungsstörungen (einschließlich antisemitischer Komponenten) und abendlichen Demonstrationen, wobei der dort lehrende Soziologe Max Weber in eine Schlüsselrolle geriet. In der lokalen Presse wurde der Konflikt breit erörtert.
Der Attentäter saß seine Festungshaft-Strafe ab Januar 1920 in der Justizvollzugsanstalt Landsberg ab, deren erster und lange Zeit einziger Gefangener er war. Er durfte dabei nach Belieben ausgehen und Besuche empfangen; tagsüber arbeitete er als Praktikant auf einem benachbarten Gut. Ob es zu einem Aufeinandertreffen mit dem ab 1. April 1924 dort einsitzenden Adolf Hitler kam, ist unbekannt, aufgrund der nur kurzen Überschneidungszeit und auch sonst fehlender Hinweise aber eher nicht wahrscheinlich. Zudem wurde er, da er schon damals als Gegner Hitlers galt, bei dessen Eintreffen nachts in eine kleine Zelle des Anstaltsspitals verlegt, bei dieser Gelegenheit äußerte er auch Mordabsichten gegen Hitler. Am 13. April 1924 wurde er aufgrund „Strafunterbrechung“ entlassen, ohne dass, wie sonst üblich, Bewährungsfrist ausgesprochen wurde. 1925 veröffentlichte er in Regensburg sein Buch Aus fünf Jahren Festungshaft. 1927 folgte aus Anlass des 80. Geburtstags des Reichspräsidenten Paul von Hindenburg seine endgültige Amnestie.
Im Jahre 1920 soll Arcos Familie gemäß den Erinnerungen von Philipp Loewenfeld im Rahmen eines Vergleichs der „Witwe Eisners“ einen Betrag von 60.000 Papiermark (kaufkraftbereinigt in heutiger Währung etwa 38.000 Euro) ausgezahlt haben, was etwa einem Goldmarkwert von 4000 Reichsmark entsprochen habe. Der Historiker Werner Angress fand dafür 1971 eine Bestätigung in der Korrespondenz von Elisabeth Eisner mit den Gerichten bezüglich ihrer Scheidung von Kurt Eisner, die in Eisners Münchner Polizeiakte erhalten geblieben sei (zugänglich in der Sammlung Rehse der Library of Congress). Demzufolge hat es sich um eine „einmalige Abfindung“ der Familie Arco-Valley an die erste Frau Eisners, Elisabeth Eisner geb. Hendrich, gehandelt, von der sich Eisner 1917 hatte scheiden lassen.

### Biographie von 1924 bis 1945
In der öffentlichen Wahrnehmung der Weimarer Republik spielte Arco keine größere Rolle mehr. Zunächst war er als Redakteur der Zeitung Bayerisches Vaterland tätig; später als Direktor der aus Reichsmitteln finanzierten Süddeutschen Lufthansa, aus der er jedoch schon Anfang 1930 wieder ausschied. Politisch gehörte Arco seit seiner Haft zu den radikalsten Mitgliedern des monarchistisch-föderalistischen Flügels der Bayerischen Volkspartei (BVP). Von der Ortsgruppe Straubing des Bayerischen Heimat- und Königsbundes wurde ihm die Ehrenmitgliedschaft verliehen.
Unter dem nationalsozialistischen Regime wurde Arco als überzeugter Föderalist und wegen seiner teilweise jüdischen Herkunft eher misstrauisch betrachtet (gemäß der 1935 verabschiedeten Nürnberger Rassegesetze galt Arco als sogenannter „Vierteljude“). Trotzdem bewertete man seine gegen die Linke gerichtete Tat von 1919 nach wie vor positiv.

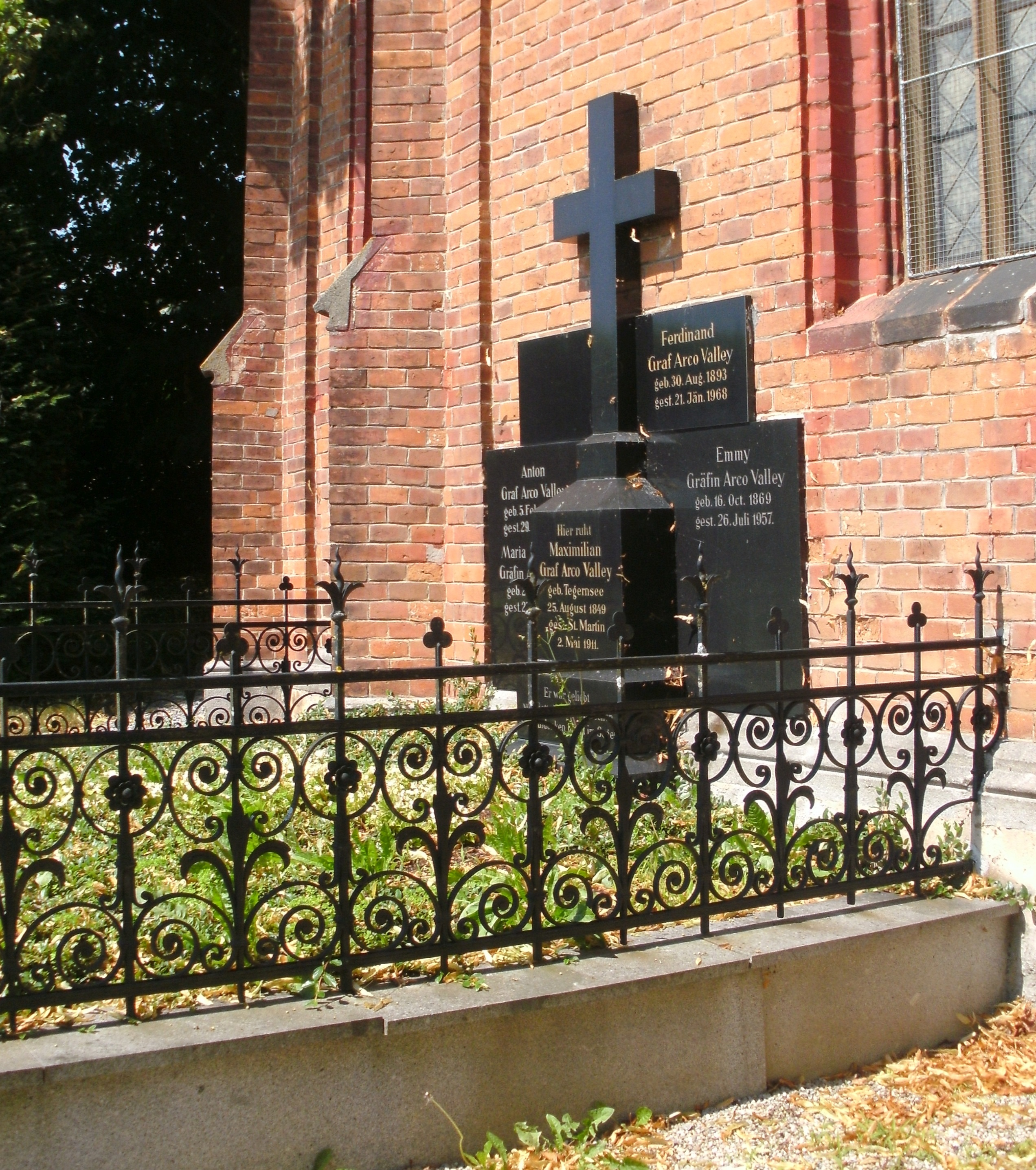
Familiengrab Arco auf dem Kalvarienberg in Sankt Martin im Innkreis

Am 13. März 1933 wurde er in Schutzhaft genommen, weil er unter Bezug auf Hitlers zentralistische Innenpolitik bemerkt hatte, ebenso gut wie Eisner könne er auch einen anderen erschießen. Die nationalsozialistische Parteipresse erging sich daraufhin in hasserfüllten Tiraden: „Wäre unserem Führer bei dem Mordversuch des Juden Graf Arco-Oppenheimer auch nur ein Haar gekrümmt worden – kein Jude in Deutschland hätte den anderen Tag überlebt.“ Letzten Endes wurde Arco auf Fürsprache des letzten bayerischen Kronprinzen Rupprecht von Bayern und gegen die Zusicherung, nichts gegen Hitler zu unternehmen, noch im selben Jahr wieder freigelassen, blieb jedoch unter Beobachtung.
Am 10. Juli 1934 heiratete Arco-Valley in München Maria-Gabrielle von Arco-Zinneberg (1910–1987). Das Paar bekam zwischen 1935 und 1943 fünf Kinder.
Nach dem gescheiterten Stauffenberg-Attentat kam Arco abermals in Gefangenschaft. Nachdem er die meiste Zeit in einem großen Arbeitserziehungslager in Schörgenhub bei Linz inhaftiert gewesen war, wurde er vor Kriegsende zu einer Operation nach München verlegt. Kurz nach Kriegsende kam Arco im Alter von 48 Jahren ums Leben: Am 29. Juni 1945 stieß sein Auto in der Nähe von Salzburg beim Überholen eines Pferdefuhrwerks mit einem entgegenkommenden Fahrzeug der amerikanischen Armee zusammen. Während zwei Mitfahrer den Unfall verletzt überstanden, starb er aufgrund einer Brustkorbquetschung noch an der Unfallstelle. Er wurde in Sankt Martin im Innkreis in der Grablege der Grafen von Arco auf dem Kalvarienberg beigesetzt.

## Veröffentlichungen
- Aus fünf Jahren Festungshaft. Geschichtspolitische Betrachtungen über das Mittel-Europa der deutschen Nation. G. J. Manz, Regensburg 1925.